# Siebel Si 204
El Siebel Si 204 fue un transporte ligero bimotor basado en el Siebel Fh 104
y desarrollado durante la Segunda Guerra Mundial.

## Descripción
Monoplano bimotor con ala de implantación baja, con tren de aterrizaje clásico retráctil, alojado en las góndolas de los motores, con neumáticos simples en el tren principal y rueda de cola fija en el tren trasero, con el fuselaje fabricado con plachas y tubos de acero y revestimiento de aleación metálica, con las alas y superficies de control fabricados en aleación metálica, con refuerzos en metal y recubrimiento textil de las superficies aerodinámicas, dotado de cabina de mando cerrada y superficies de control dobles, con timón de dirección y profundidad accionados mediante cable de mando y localizados en una unidad de cola doble, con recubrimiento textil de las superficies de control.

## Desarrollo y producción

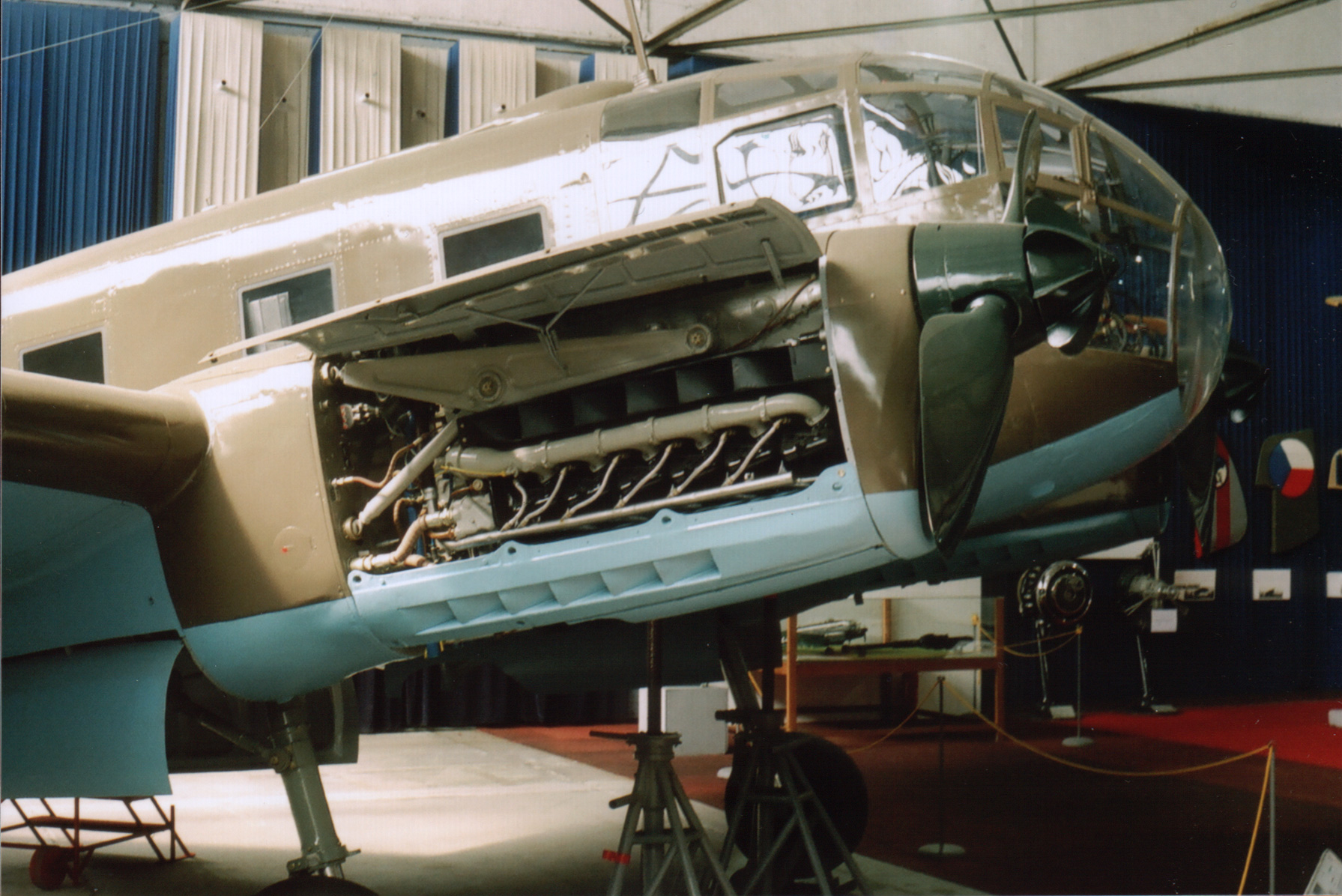
Siebel 204 en el Museo de Kbely cerca de Praga

El Si 204 fue diseñado en respuesta a un requerimiento del RLM de 1938 relativo a un transporte de pasajeros civil de pequeño tamaño, con capacidad para dos pilotos y ocho pasajeros para la aerolínea alemana Deutsche Luft Hansa. El desarrollo de este aparato de construcción totalmente metálica se inició en 1938, teniendo como contratista al RLM , pero realizado en estrecha colaboración entre las compañías Luft Hansa y Siebel, con sede en Halle.
Al comienzo de la Segunda Guerra Mundial el proyecto sufrió un rediseñó como aparato de entrenamiento de personal de vuelo, como navegantes y operadores de radio, cursos de vuelo instrumental y sin visibilidad para tripulaciones de polimotores. Se realizaron modificaciones en la sección de morro, incorporando una cubierta de la cabina transparente y sin obstáculos, como la mayoría de los aparatos de bombardeo alemanes de esa época, característica que mejoró la capacidad de vuelo sin visibilidad del modelo respecto al anterior diseño.
Los primeros dos prototipos fueron entregados con la antigua cabina y en versión de transporte de pasajeros, sin tener constancia plena de la fecha del vuelo inaugural del primer prototipo; se estima que pudo ser antes de septiembre de 1940, posiblemente el 25 de mayo de 1940; del segundo prototipo se estima que pudo ser antes de febrero de 1941. El tercer prototipo fue rediseñado como entrenador para vuelo instrumental, por lo que se piensa que su primer vuelo no fue antes del final de 1941, o principios de 1942.
Por esas fechas Siebel producía bajo licencia el Junkers Ju 88, la carga de trabajo era enorme y solo se pudieron fabricar 15 prototipos en la factoría de Halle. Como resultado, SNCAN, en Francia, se encargó de la producción de la variante de transporte de pasajeros A-1 y de la pre-series A-0 entre abril de 1942 y noviembre de 1943.
En el Protectorado Checo BMM (Böhmisch-Mährische Maschinenfabrik, antes ČKD), entregó las primeras unidades del entrenador de vuelo instrumental D-0 en enero de 1943 seguidas por la producción de 44 aparatos adicionales de la pre-serie D-0. La serie D-1 comenzó a salir de la cadena de montaje de la compañía checa Aero en marzo de 1943, y en junio o julio de 1943 salieron los primeros ejemplares desde la factoría BMM. En agosto de 1943, SNCAN comenzó a enviar a las unidades los primeros modelos de la serie D-1.
La fabricación de la serie D-3 había comenzado en octubre de 1944, en Aero, con las alas fabricadas en madera y la sección de cola en construcción mixta. En Francia, la producción del modelo D-1 para la Luftwaffe finalizó en agosto de 1944, totalizando 168 aparatos Si 204. BMM produjo el avión hasta octubre de 1944 y, a partir de esa fecha, pasó a fabricar partes de repuesto para el Si 204. La compañía Aero tenía programado terminar la producción de la variante D-1 en marzo de 1945, saliendo de sus cadenas de montaje 486 aparatos y comenzar la fabricación de la variante D-3. Las condiciones del frente hicieron posible que solo se produjesen en dicha factoría hasta enero de 1945, con un total de 541 aviones completados, lo que hace una producción total de 1.216 Si 204, incluyendo los prototipos.
Cuadro de producción del Si 204 hasta el 31 de enero de 1945:
| Versión    | Siebel | SNCAN | BMM/ČKD | Aero | TOTAL |
| ---------- | ------ | ----- | ------- | ---- | ----- |
| Prototipos | 15     |       |         |      | 15    |
| A-0        |        | 30    |         |      | 30    |
| A-1        |        | 85    |         |      | 85    |
| D-0        |        |       | 45      |      | 45    |
| D-1        |        | 53    | 447     | 477  | 977   |
| D-3        |        |       |         | 64   | 64    |
| TOTAL      | 15     | 168   | 492     | 541  | 1.216 |

Fuente: Documentación del Archivo Federal/Archivo Militar de Freiburg y de Lufthansa-Archive, Colonia.

Al término de la contienda, se reanudó la producción del Si 204 en Checoslovaquia y Francia. En Checoslovaquia Aero Vodochody fabricó 179 Si 204D, desarrolló las variantes de entrenamiento militar Aero C-3A y C-3B (esta última para entrenamiento de tripulaciones de bombarderos), la variante de transporte de pasajeros civil C-103 y la variante de transporte militar Aero D-44 hasta el año 1949.

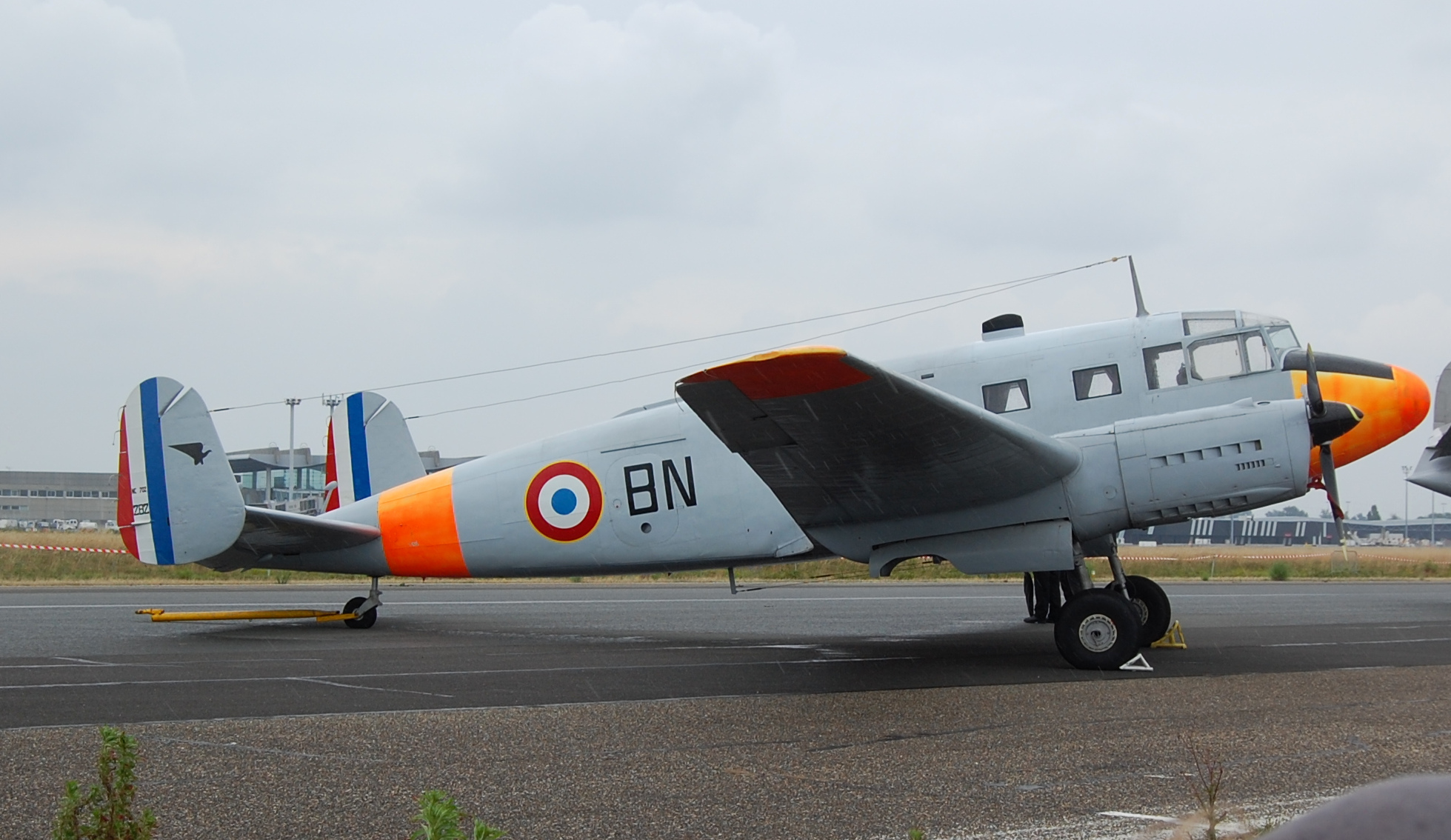
SNCAC NC.702 Martinet

En Francia SNCAC, continuo produciendo los Si 204A Si 204B con las denominaciones SNCAC NC.701 (240 construidos) y SNCAN NC. 720. Bautizadas ambas Martinet, diferían básicamente del Si 204 por la instalación del motor Renault (SNECMA) 12S de 590 cv, una versión francesa del tipo alemán Argus As 411 y dotados de hélices tripalas, y un número aproximado, quizás 110 ejemplares, de la variante de transporte de pasajeros NC.702, con la sección de morro modificada. Un número importante sirvió durante algunos años en la flota de la compañía Air France

## Historial operativo
El empleo del Si 204D se realizó principalmente en las escuelas de vuelo tipo B y C (de vuelo avanzado) y en el FÜG 1 (Ala de enlace de la Luftwaffe), probablemente como aparato de transporte de tripulaciones desde el centro de entrenamiento a las unidades del frente. El empleo en escuelas de vuelo instrumental fue esporádico y no hay evidencia de su uso en el entrenamiento de operadores de radio. El modelo Si 204A realizó, además de las labores de enseñanza, misiones de enlace entre escuadrones y servicios de transporte de oficiales superiores.
En julio de 1944 cinco Si 204 fueron destinados a conversión para su empleo como aparatos de combate nocturno, sin enviarse más ejemplares para realizar dichas modificaciones. Dichos ejemplares fueron, posiblemente destinados a las labores de conversión para la futura preserie del modelo Si 204 E-0, sin haber documentación que refleje su empleo en misiones de combate.
Lufthansa recibió un mínimo de cuatro Si 204: El primer prototipo, D-AEFR,realizó evaluaciones desde marzo a mayo de 1941 en la base de la Luft Hansa en Praga. Entre la primavera de 1942 y la de 1943 el segundo prototipo, D-ASGU, fue empleado en rutas regulares de transporte de carga.
Los documentos oficiales citan a un Si 204 como el, posiblemente, último aparato alemán en ser derribado sobre el frente occidental. El 8 de mayo de 1945, a las 20:00HL, el 2nd Lt. K.L. Smith perteneciente a la 9.ª Fuerza Aérea, 474th Fighter Group, pilotando un aparato P-38 Lightning, derribó un Siebel 204 cuando se encontraba 5 km al sureste de Rodach, Baviera.
Al final de la contienda quedaba un único Si 204D en Berlín-Tempelhof (apodado “Rhein”). Un ejemplar voló hasta Enns, en Austria, donde fue capturado por los aliados. Aparatos Si 204 capturados por la Unión Soviética volaron en diferentes misiones, incluyendo transporte de pasajeros con la compañía estatal y realizando investigaciones en vuelo en el TsAGI, pero la mayoría fue reemplazado por aparatos de fabricación nacional cuando la industria aeronáutica pudo hacer frente a la demanda de tales aparatos

## Prototipos del Si 204
| Versión | Motor  | Empleo                                                                  | Primer vuelo               | Observaciones                                          |
| ------- | ------ | ----------------------------------------------------------------------- | -------------------------- | ------------------------------------------------------ |
| V1      | As 410 | Prototipo de avión de pasajeros, matrícula D-AEFR                       | ¿25 de mayo de 1940?       | No se menciona en noviembre de 1942, ¿desguazado?      |
| V2      | As 410 | Prototipo de avión de pasajeros, matrícula D-ASGU                       | Antes de febrero de 1941   | Estrellado el 26.02.44 en el Erprobungs-Stelle Rechlin |
| V3      | As 410 | Prototipo de avión de entrenamiento vuelo instrumental                  | Antes de febrero de 1942   | Estrellado el 01.06.42 en el Erprobungs-Stelle Rechlin |
| V4      | As 411 | Prototipo de avión de entrenamiento vuelo instrumental, matrícula KM+GB | Antes de noviembre de 1942 |                                                        |
| V5      |        | Para pruebas de sobrecarga estructural                                  |                            |                                                        |
| V6      | As 410 | Evaluación del motor As 410                                             | Diciembre de 1942          |                                                        |
| V7      | As 410 | Reconocimiento meteorológico                                            |                            |                                                        |
| V8      | As 410 | Evaluación de características de vuelo, general                         |                            |                                                        |
| V9      | As 410 | Evaluación de características de vuelo, general                         |                            | Estrellado el 30.06.43 Escuela C-16, Burg              |
| V10     | As 410 | Evaluación de características de vuelo, general                         |                            |                                                        |
| V11     | As 410 | Evaluación de características de vuelo, general                         |                            |                                                        |
| V12     | As 410 | Evaluación de características de vuelo, general                         |                            | Estrellado el 13.03.44 en el Erprobungs-Stelle Rechlin |
| V13     | As 410 | Evaluación de características de vuelo, general                         |                            |                                                        |
| V14     | As 411 | Prototipo de variante D-2                                               |                            |                                                        |
| V15     | As 411 | Evaluación motor As 411                                                 |                            |                                                        |

## Usuarios

### Usuarios militares
Checoslovaquia
- Fuerza Aérea Checoslovaca empleó seis Si 204 procedentes de la Luftwaffe, así como Aero C-3 fabricados en Checoslovaquia durante la postguerra.
- Guardia de Seguridad Nacional Checoslovaca

 Francia
- Armée de l´air operó tanto aparatos Si 204 procedentes de la Luftwaffe como NC.701 construidos en Francia durante la postguerra.
- Marina Nacional de Francia

 Alemania
- Luftwaffe

 Hungría
- Fuerza Aérea Húngara  empleó seis Aero C-3, permaneciendo en servicio entre 1947 y 1953.

 Polonia
- Fuerza Aérea Polaca empleó seis NC.701 entre 1949 y 1955 para labores de cartografía aérea, procedentes de la compañía LOT.[4]

- Fuerza Aérea Eslovaca (1939-1945)

 Suiza
- Fuerza Aérea Suiza

 Unión Soviética
- Fuerza Aérea Soviética empleó numerosos Si 204 capturados.

### Usuarios civiles
Checoslovaquia
- ČSA empleó numerosos Aero C-103 construidos en la postguerra.

- Deutsche LuftHansa operó un mínimo de cuatro aparatos.

- NLL Laboratorio Aeronáutico Nacional Holandés, que empleó un Si 204D-1 (construido por BMM) desde 1946 hasta 1964, con la matrícula PH-NLL.

 Polonia
- Polskie Linie Lotnicze LOT operó entre 1947-1948 seis NC.701 comprados en Francia y empleados para cartografía aérea, con matrículas entre SP-LFA a SP-LFF.[4]

 Suecia
- Rikets Allmänna Kartverk empleó cinco NC.701 comprados en Francia entre 1962-1970 para labores de cartografía aérea.

 Unión Soviética
Aeroflot empleó algunos Si 204 capturados para tareas de transporte durante la postguerra.

## Especificaciones
Referencia datos: Siebel Si 204

### Características generales
- Tripulación: 1 o 2 pilotos
- Capacidad: hasta 8 pasajeros
- Carga: 1.650 kg
- Longitud: 13 m
- Envergadura: 21,33 m
- Altura: 4,25 m
- Superficie alar: 46 m²
- Peso vacío: 3.950 kg
- Peso máximo al despegue: 5.600 kg
- Planta motriz: 2× Motor lineal Argus AS 411 A1.
  - Potencia: 441 kW (608 HP; 600 CV) cada uno.
- Hélices: 1× bipala por motor.

### Rendimiento
- Velocidad nunca excedida (Vne): 364 km/h
- Velocidad crucero (Vc): 285 km/h
- Alcance: 1.400 km
- Techo de vuelo: 6400 m (20 997 ft)
- Régimen de ascenso: 6 m/s (1181 ft/min)
- Carga alar:  121,7 kg/m²

### Desarrollos relacionados
- Siebel Fh 104

### Aeronaves similares
- Avro Anson
- Beech 18
- Cessna AT-17

### Secuencias de designación
- Sistema de designación aeronaves del RLM: ← Si 201 · Si 202 · DFS 203 · Si 204  · Fw 206· Me 208 · Me 209  →

### Listas relacionadas
- Anexo:Aeronaves militares de Alemania en la Segunda Guerra Mundial